# Мазиров Демосфен Єгорович
Демосфен Єгорович Мазиров (1839, Євпаторія — 1905) — український архітектор, будував переважно в Одесі. Є одним з найзначніших архітекторів міста, який залишив величезний творчій спадок.

## Біографія

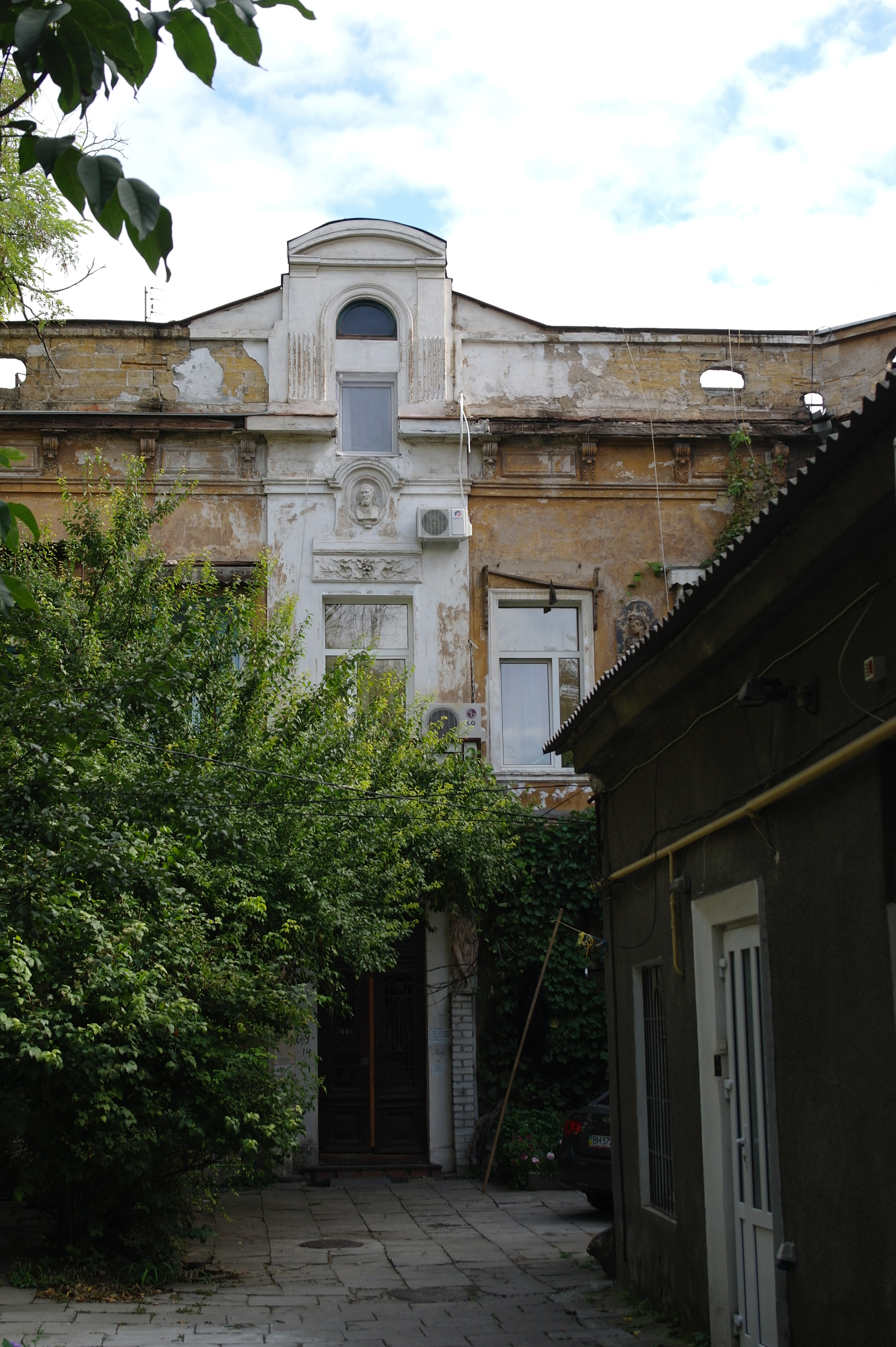
Власний будинок

Далекий родич відомого художника І. К Айвазовського
Закінчив у 1864 році Імператорську Академію мистецтв у Петербурзі.
З 1866 року працював в Одесі. Архітектор Одеського митного округу, з 1870 року - Одеського навчального округу, також у 1881 - 1982 роках архітектор Новоросійського університету.
Демосфен Мазиров є одним з найбільш впливових архітекторів Одеси останньої третини ХІХ ст. Він багато будував за приватними замовленнями, за десятиліття творчої діяльності архітектор створив велику кількість житлових будинків, особливо часто вони зустрічаються на центральних вулицях міста, найбільш ефектні - на кутових ділянках. Переважна кількість споруд виконана у стилі необароко, а останній відомий твір архітектора на Маразліївській вулиці, 5 виконаний у стилі модерн.
У 1890 році Мазиров спорудив особняк на власній ділянці на Софіївській вул., 21, де і мешкав всі подальші роки. Також на ділянці був розташований двоповерховий фасадний будинок, який було пізніше продано військовому відомству. На Французькому бульварі, 27г розташований будинок колишньої дачі Д. Є. Мазирова.
Був членом журі у конкурсах проектів пам'ятника О. С. Пушкіну у 1881 р. і Нової біржі у 1891 p. 
Як архітектор учбового округу проектував для інших міст Південної України і Бессарабії.

## Проекти

### Житлові споруди
- 2-поверховий будинок Балчуга, 1875 р., Троїцька вул.[2];
- 2-поверховий будинок графа Грохольського, 1875 р., Деволанівський узв., 17а[2];
- 2-поверховий будинок Домбровського, 1875 р., Старопортофранківська вул., 11[2];
- 2-поверховий будинок Срашевського, 1875 р., Катерининська вул.[2];
- 2-поверховий на підвалі будинок Трахтмана, 1875 р., Князівська вул., 2 / вул. Новосельського, 5[2]. Пам'ятка архітектури № 346-Од[3];
- 2-поверховий флігель Штейфінкель, 1875 р., вул. Пастера, 10[2];
- Житловий будинок, 1878 р., вул. Осипова, 22[2]. Пам'ятка архітектури № 593-Од[3];
- Перебудова будинку Фундуклея, 1878 р., Торгова вул., 17 (первісний проект - арх. Ф. К. Боффо, поч. 1820-х рр.)[2]. Пам'ятка архітектури № 637-Од та 853-Од[3];
- Будинок Мортон, 1880-і рр., Маразліївська вул., 16[2]. Пам'ятка архітектури № 448-Од[3];
- Будинок Маврокордато, 1880-і рр., пров. Некрасова, 8[2] (пізніше надбудований). Пам'ятка архітектури № 495-Од[3];
- Будинок Порро (Бістаня), 1880-і рр., Гаванна вул., 10[2]. Пам'ятка архітектури № 162-Од[3];
- Житловий будинок, вул. Пастера, 50 / Дворянська вул., 4[2] (частково зруйнований, відновлений з заміною верхніх поверхів);
- Житловий будинок, Гаванна вул., 2 / пров. Маяковського, 1[2];
- Дача на Французькому бульварі (напроти Удільного відомства, яке має адресу Французький бульв., 10)[2];
- Перебудова будинку Клеймана, кін. ХІХ ст., Пушкінська вул., 1 / Ланжеронівська вул., 5 (первісна будівля - арх. Дж. Торічеллі)[2]. (пізніше надбудований) Пам'ятка архітектури № 685-Од[3];
- Перебудова будинку Аглицького, кін. ХІХ ст., Грецька вул., 22. Пам'ятка архітектури № 92-Од[3];
- Будинок Веслє, 1881 р., вул. Пастера, 56/58[2]. (пізніше надбудований). Пам'ятка архітектури № 641-Од[3];
- Будинок Таїрова, 1881 р., Преображенська вул., 5[2]. Пам'ятка архітектури № 654-Од[3];
- 3-поверховий будинок Бістаня, 1887 р., пров. Віца-Адмірала Жукова, 4[2] (пізніше надбудований). Пам'ятка архітектури № 148-Од[3];;
- 3-поверховий з підвалом будинок Маврокардато, 1887 р., Князівська вул., 7 / пров. Сеченова[2];
- 2-поверховий з підвалом будинок Башкевича, 1890 р., пров. Вільгельма Габсбурга, 15[2];
- Будинок (Великанової), 1890 р., Спиридонівська вул., 14[2] Пам'ятка архітектури № 805-Од[3];;
- 2-поверховий з підвалом житловий флігель Д. Є. Мазирова (власний будинок), 1890 р., Софіївська вул., 21[2]. Пам'ятка архітектури № 800-Од[3];
- 3-поверховий з підвалом будинок Караводіна, 1890 р., Софіївська вул., 8[2]. Пам'ятка архітектури № 789-Од[3];
- Прибутковий будинок Ашікова, 1892 р., вул. Льва Толстого, 12[2]. Пам'ятка архітектури № 428-Од[3];
- Будинок Єрмошкіна, 1892 р., Коблевська вул., 41[2] Пам'ятка архітектури № 376-Од[3];
- Будинок Вайнгурта, 1892 р., Базарна вул., 55. Пам'ятка архітектури № 92-Од[3];
- 2-поверховий з підвалом будинок Ходоновича, 1893 р., Пантелеймонівська вул., 11[2];
- Реконструкція 2-поверхового з підвалом будинку та новий 3-поверховий з підвалом флігель Сакеларі, 1893 р., Велика Арнаутська вул., 33[2];
- Перебудова і надбудова III поверху будинку Вітківського, 1894 р., пров. Некрасова, 6[2];
- Реконструкція будинку Мельникова, кін. ХІХ ст., Єврейська вул., 19. Пам'ятка архітектури № 250-Од[3];
- Флігель Мельникова, 1899 р., Єврейська вул., 19[2]. Пам'ятка архітектури № 250-Од[3];
- Будинок Масляникова, 1899 - 1900 рр., Садова вул., 7[2]. Пам'ятка архітектури № 772-Од[3];
- Будинок Іракліді, 1890-і рр., Софіївська вул., 23 / Преображенська вул., 7[2]. Пам'ятка архітектури № 801-Од[3];
- Будинок Беликовича, 1902 р., Маразліївська вул., 5[2]. Пам'ятка архітектури № 133-Од[3];

### Громадські споруди
- 2-а чоловіча гімназія (пізніше надбудована), 1886 р., Старопортофранківська вул., 26[2]. Пам'ятка архітектури № 819-Од[3];
- 3-я чоловіча гімназія (співавтор В. Маас), кін 1880-х - поч. 1890-х, Успенська вул., 1 / вул. Белінського[2]. Пам'ятка архітектури № 874-Од[3];
- 4-поверхове з підвалом Комерційне училище (пізніше відновлено, перебудовано і надбудовано п'ятим поверхом), 1890 р., Дерібасівська вул., 14[2]. Пам'ятка архітектури № 226-Од[3];

### У інших містах
- 2-а чоловіча гімназія у Кишиневі, 1903 p.[2];

## Галерея

Будинок Трахтмана, 1875Будинок Трахтмана, 1875
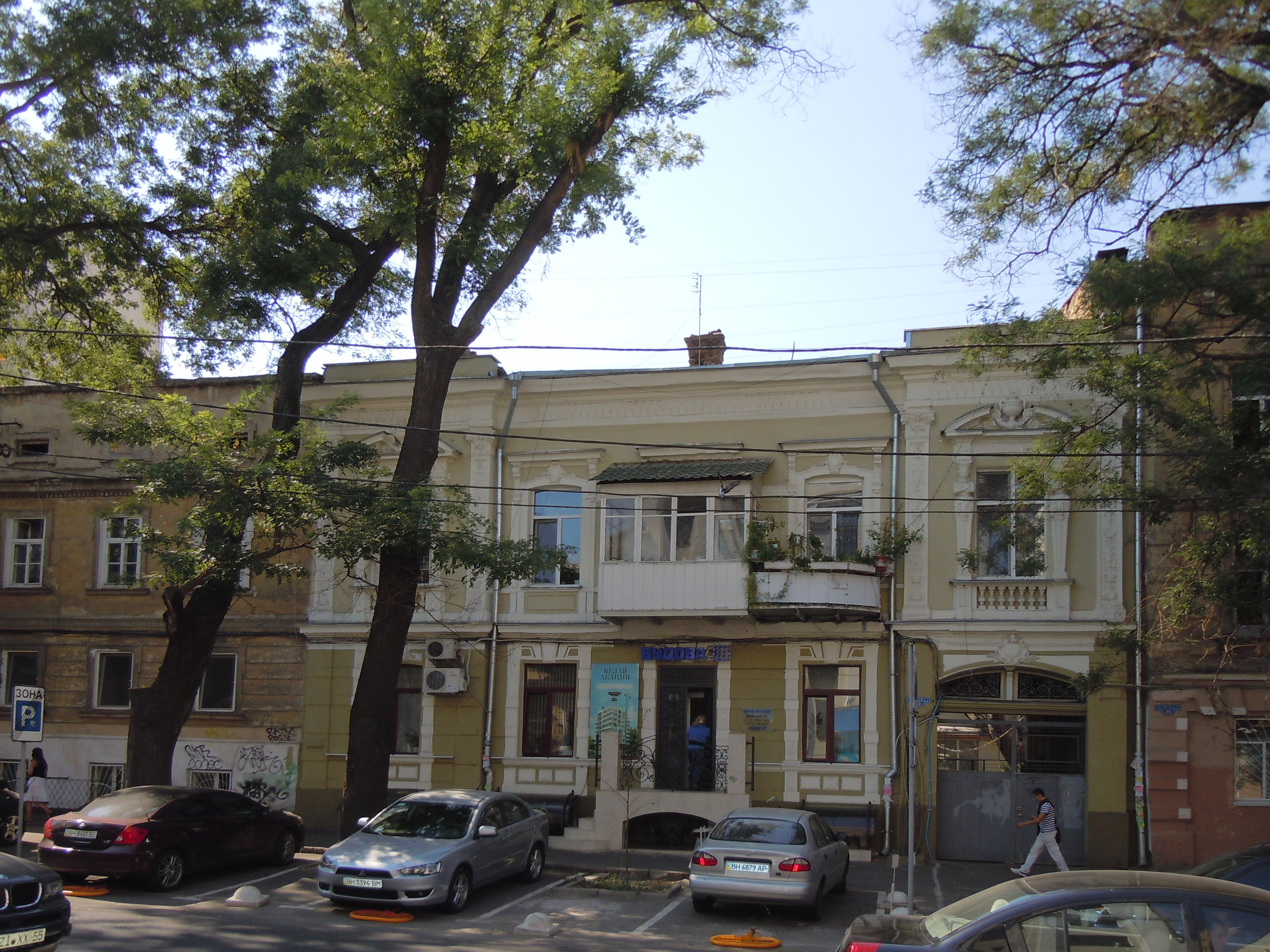
Житловий будинок на вул. Осипова, 22, 1878
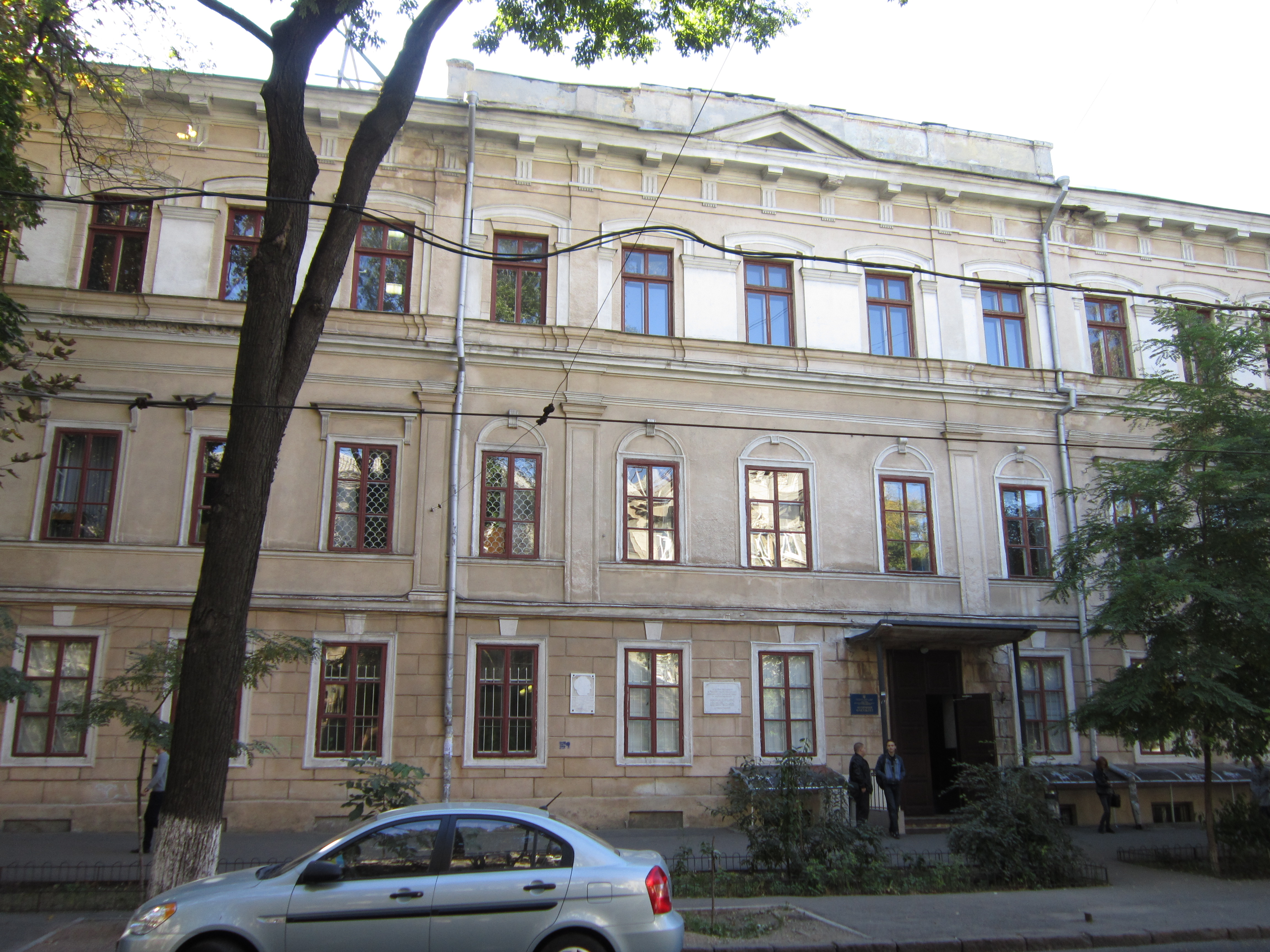
Будинок Фундуклея, перебудова 1878
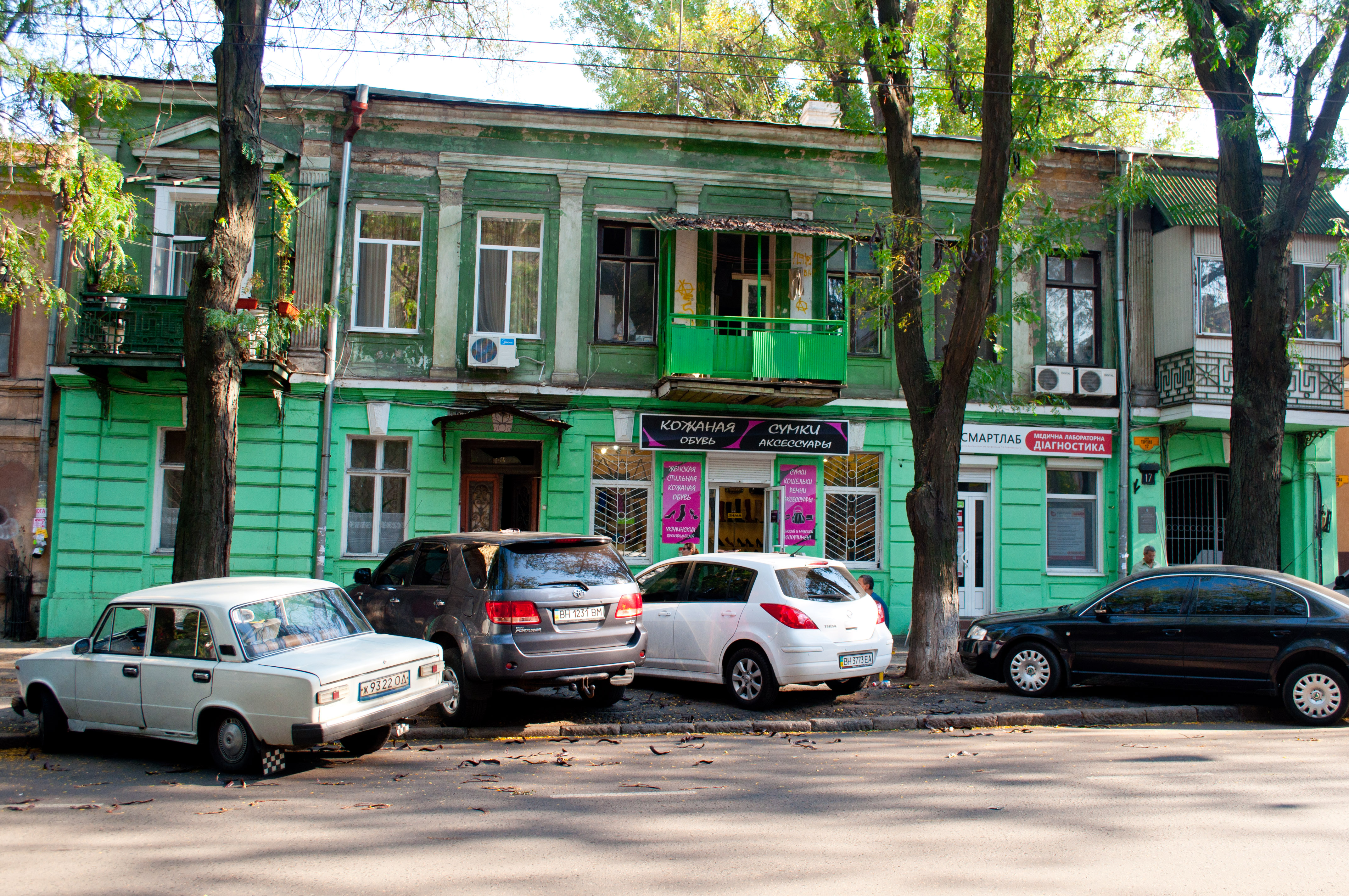
Будинок Фундуклея, перебудова 1878
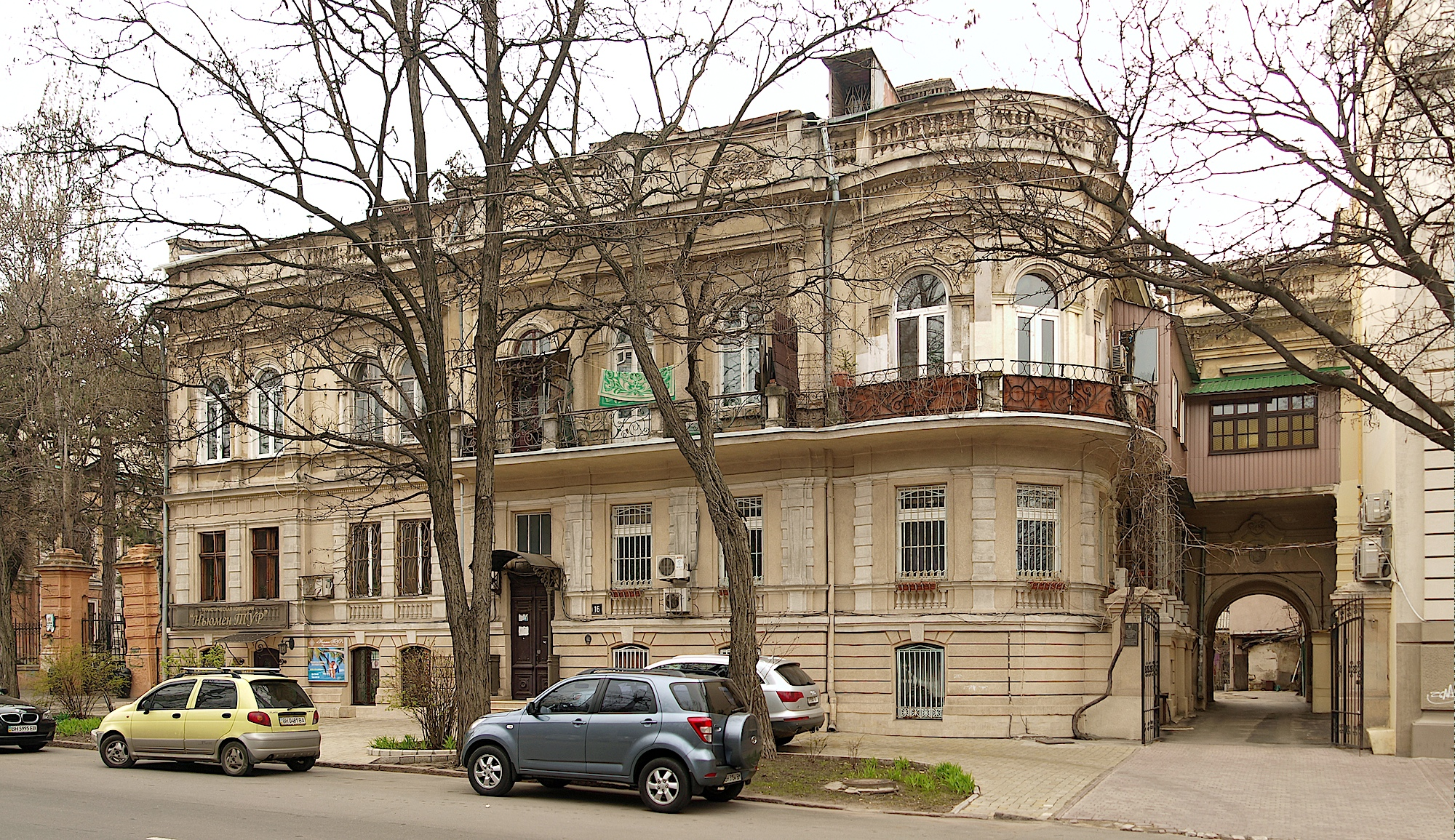
Будинок Мортон, 1880-і
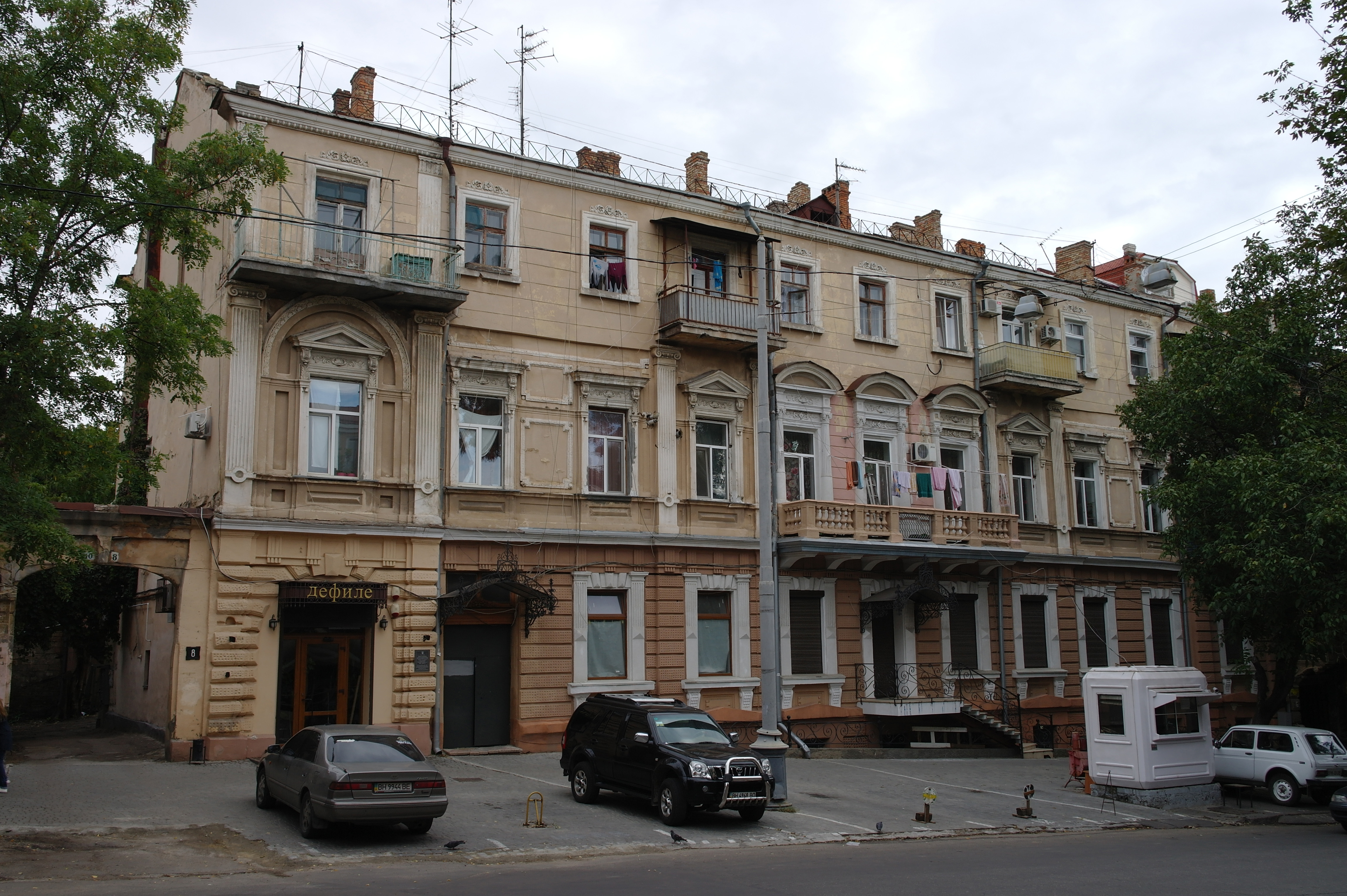
Будинок Маврокордато, 1880-і (пізніше надбудований)
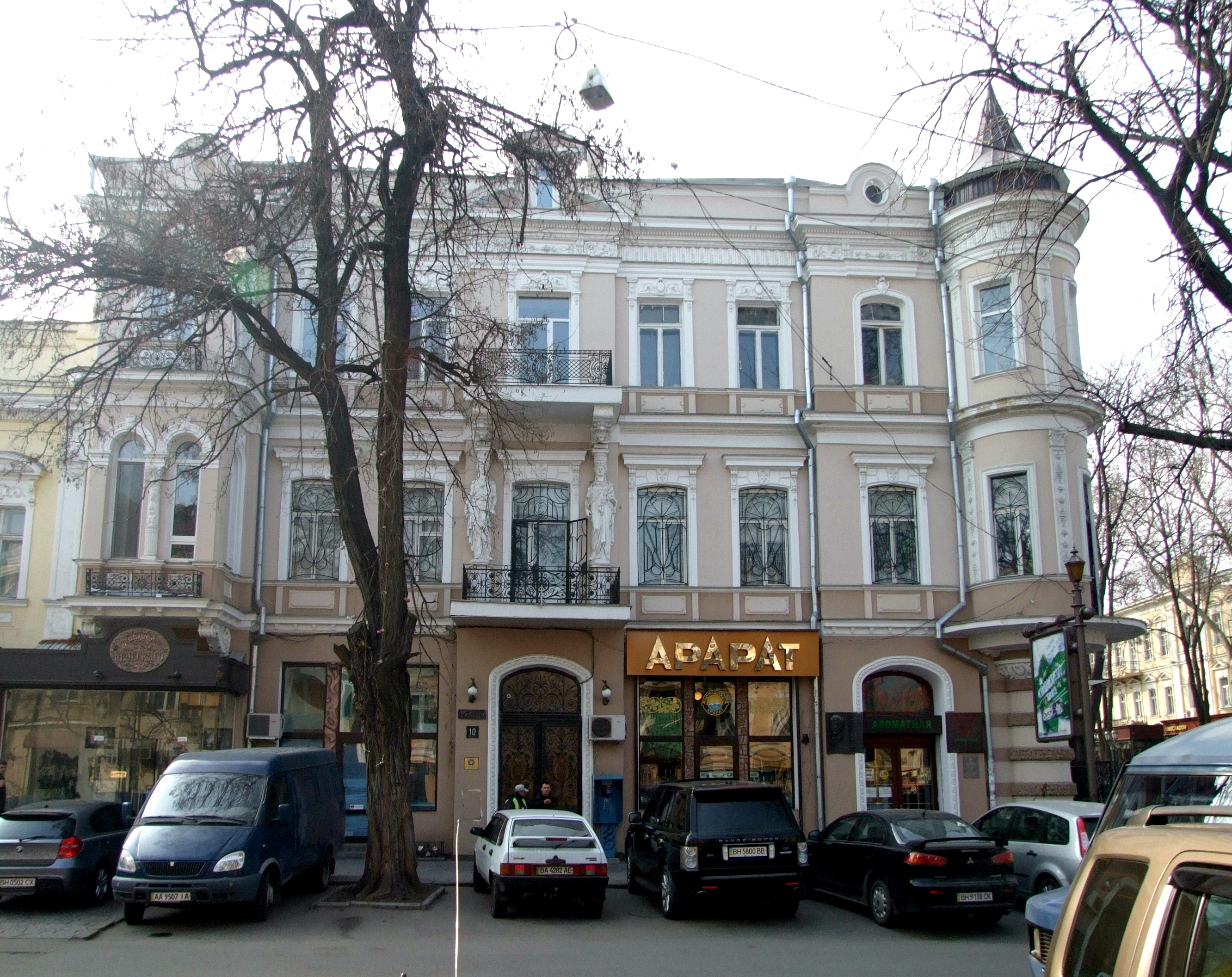
Будинок Порро (Бістаня) на Гаванній вул., 1880-і
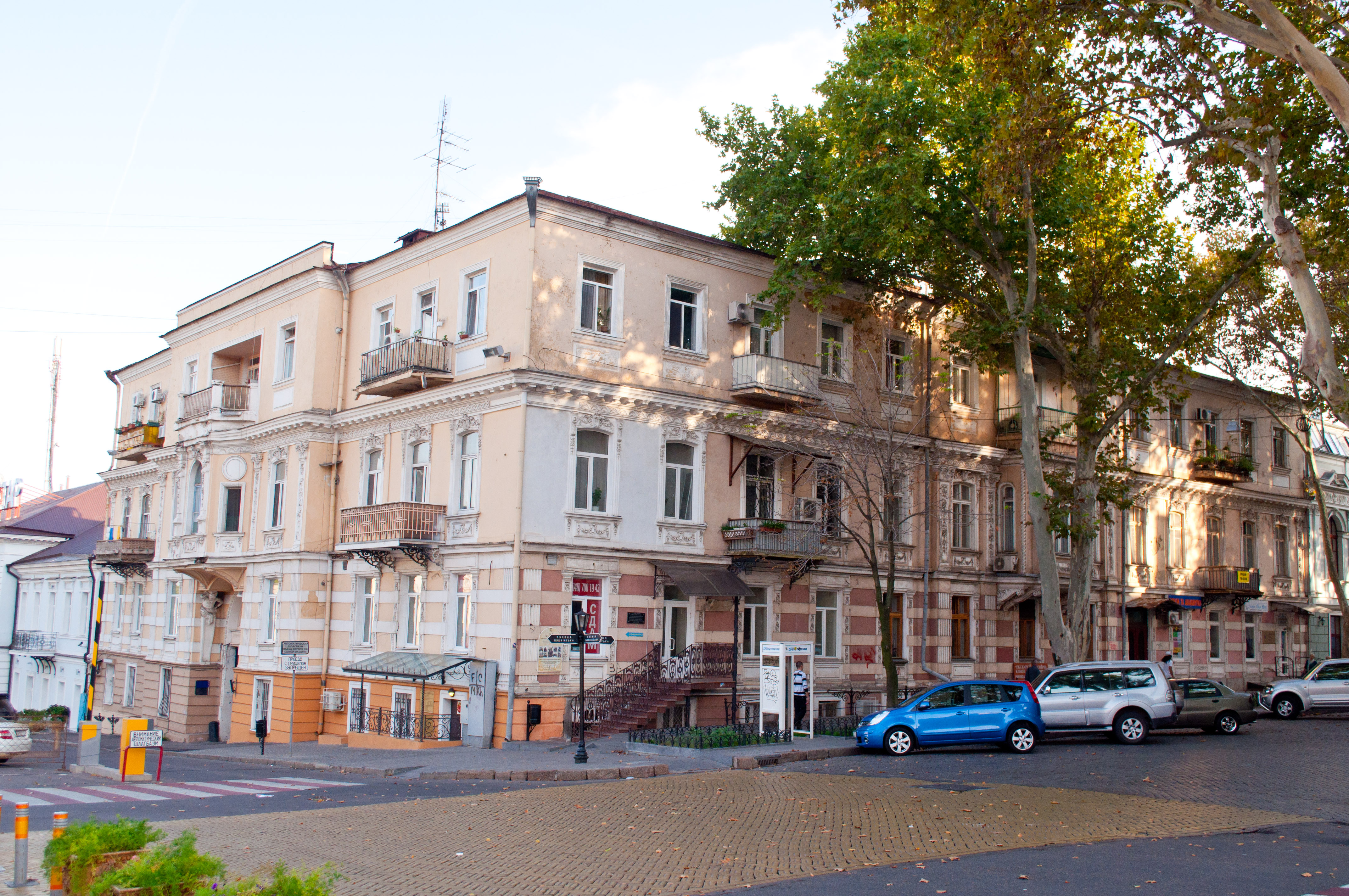
Будинок Клеймана, перебудова кін. ХІХ ст. (пізніше надбудований)
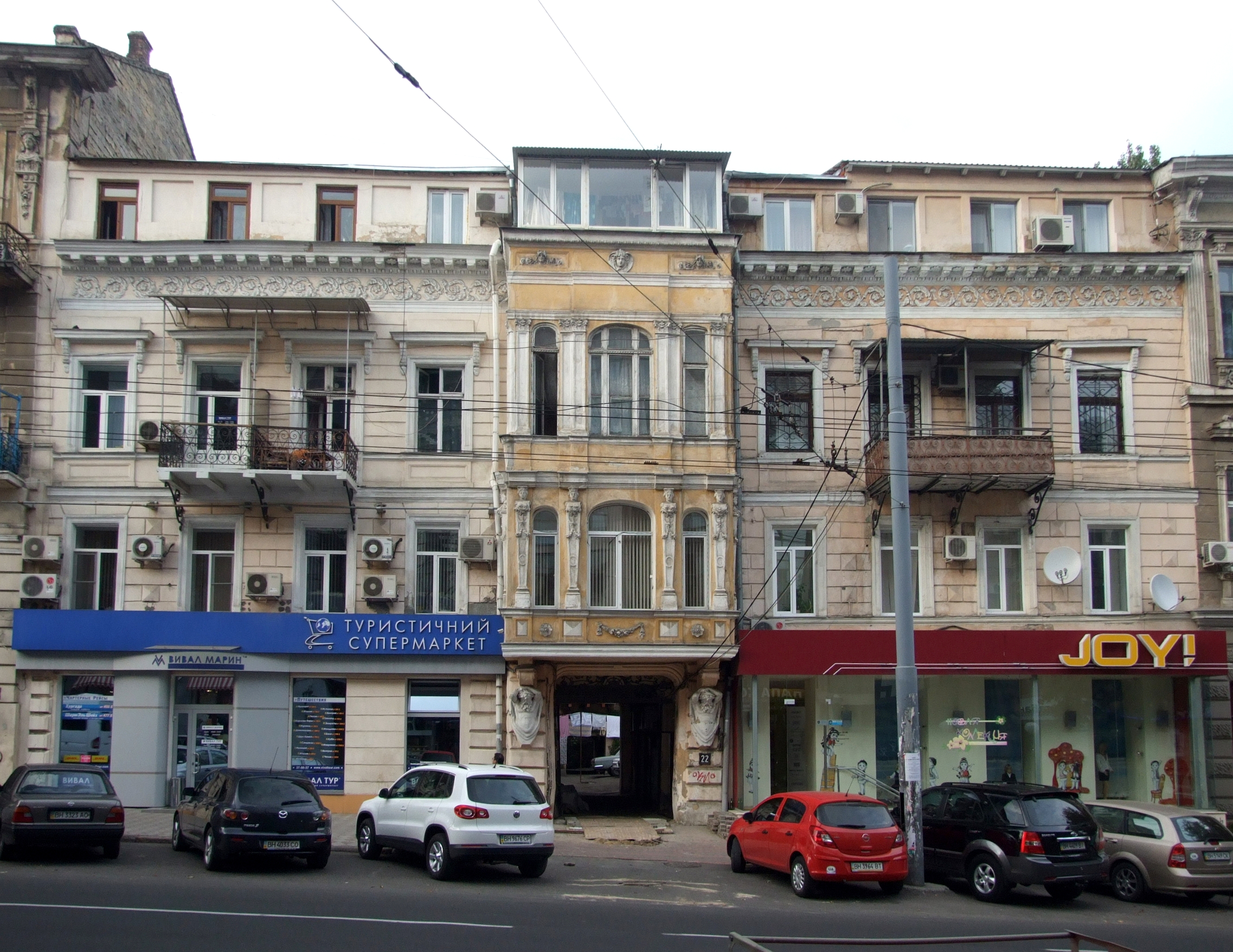
Будинок Аглицького, перебудова кін. ХІХ ст.
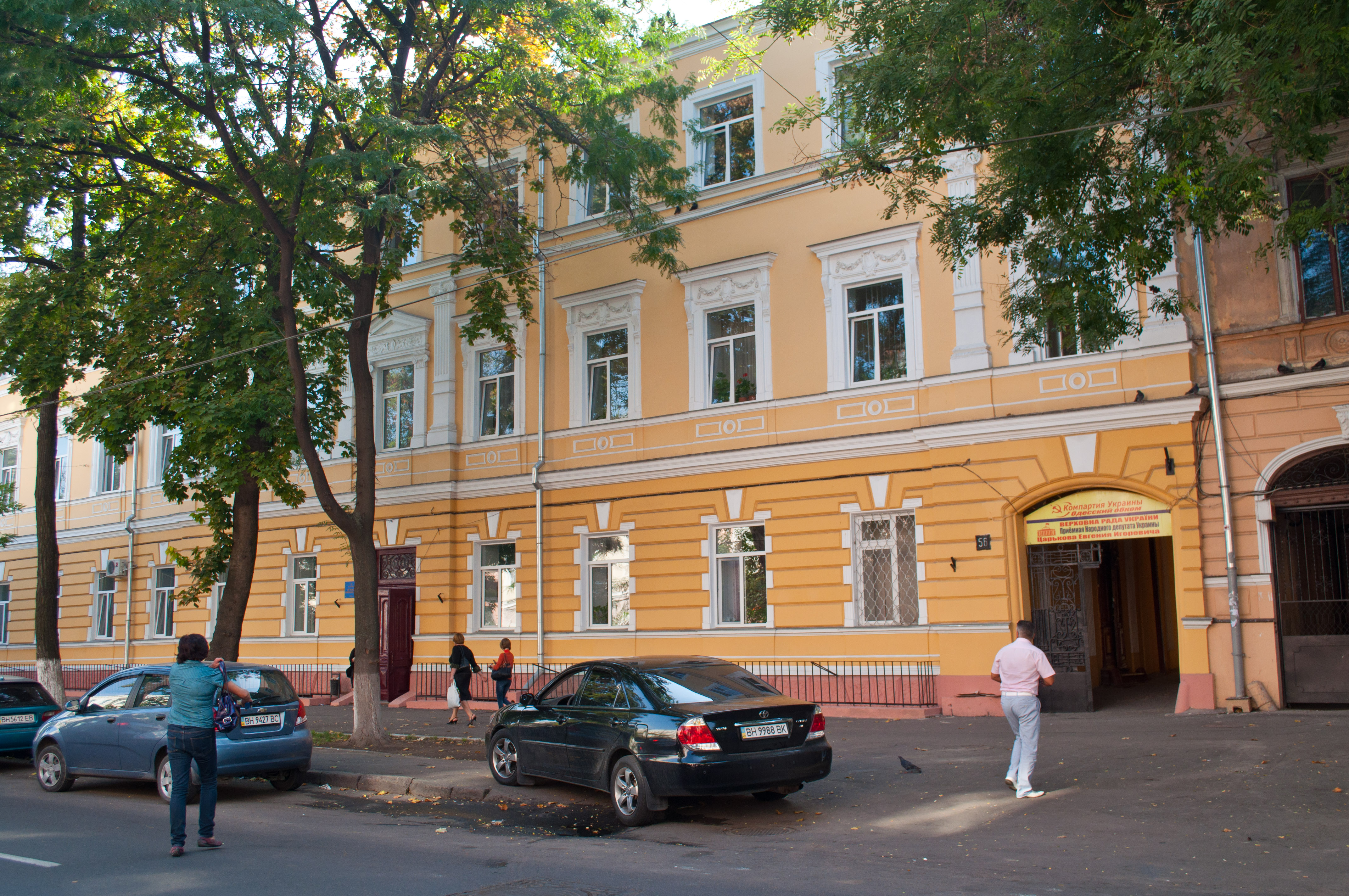
Будинок Веслє, 1881 (пізніше надбудований)
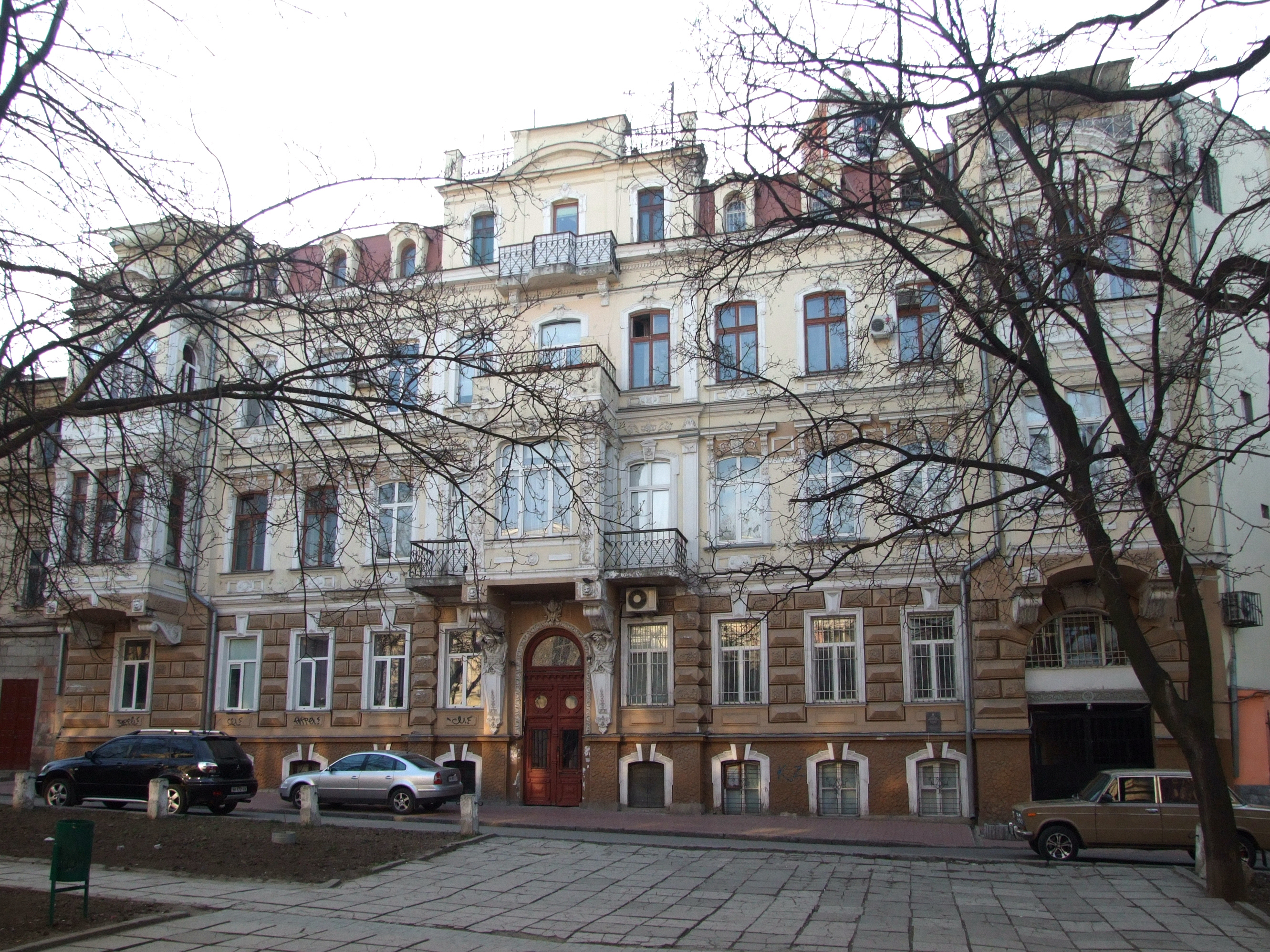
Будинок Таїрова, 1881
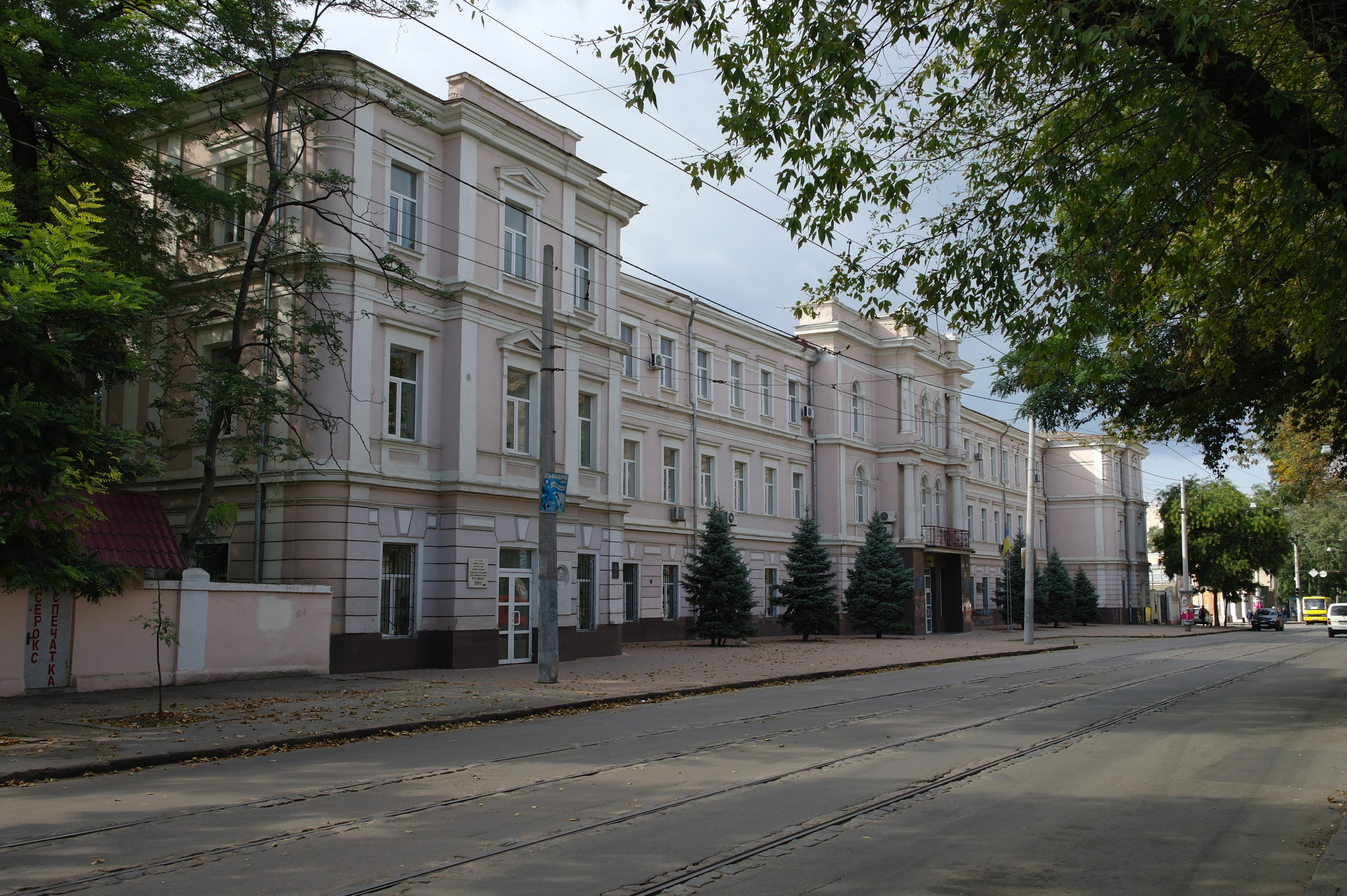
2-а чоловіча гімназія, 1886 (пізніше надбудована)
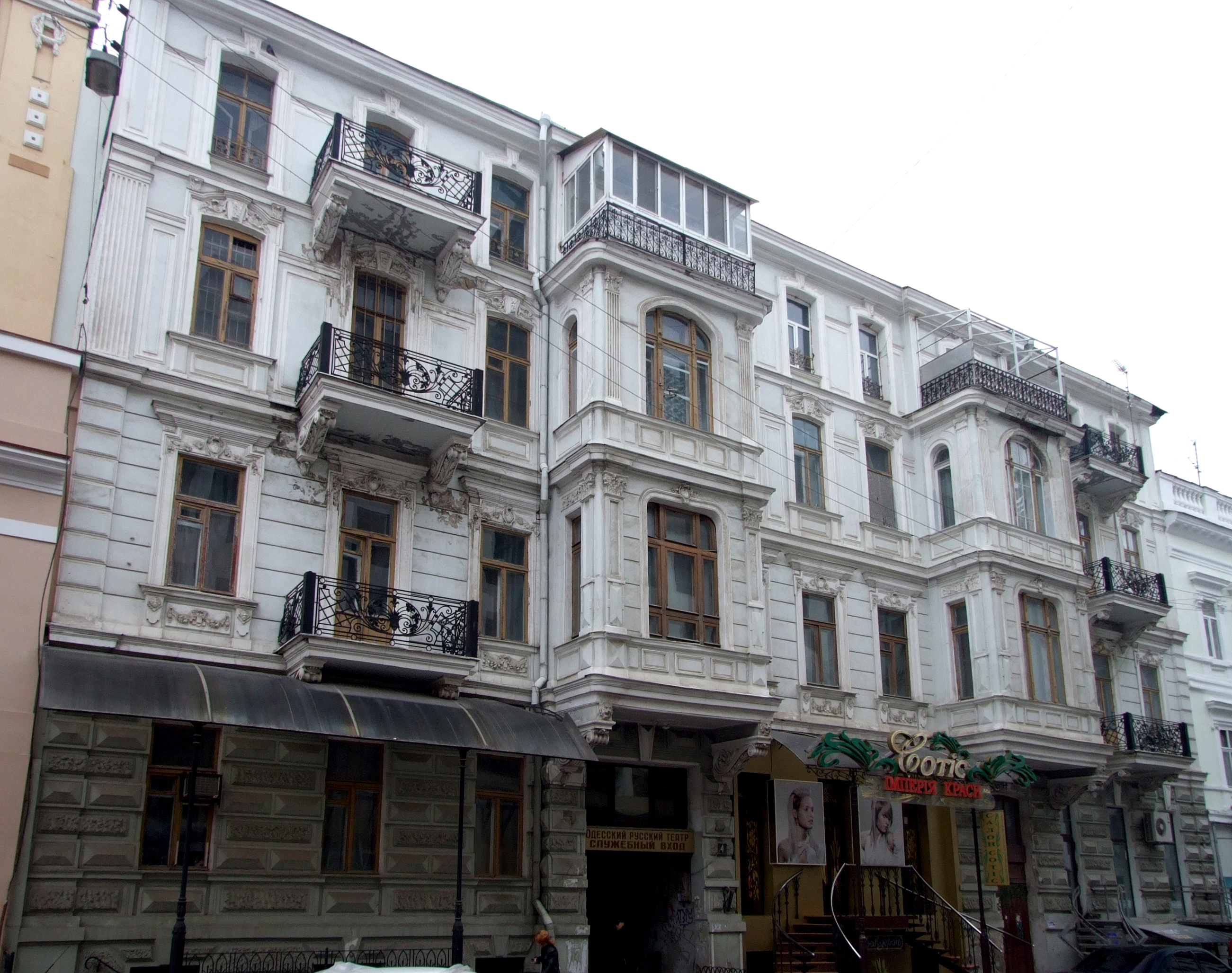
Будинок Бістаня у пров. Віце-адмірала Жукова, 1887 (пізніше надбудований)
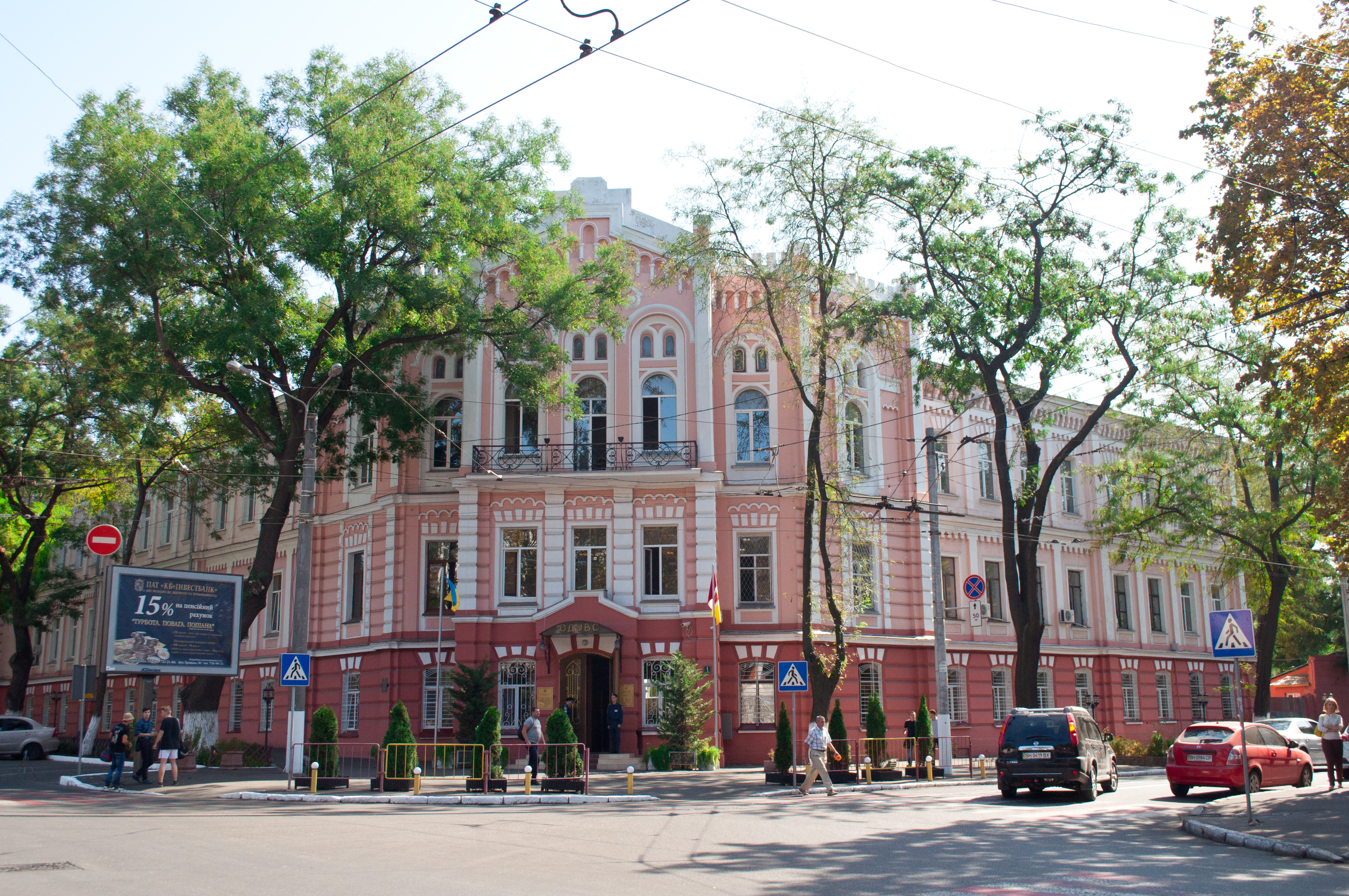
3-я чоловіча гімназія (співавтор В. Маас), кін 1880-х - поч. 1890-х
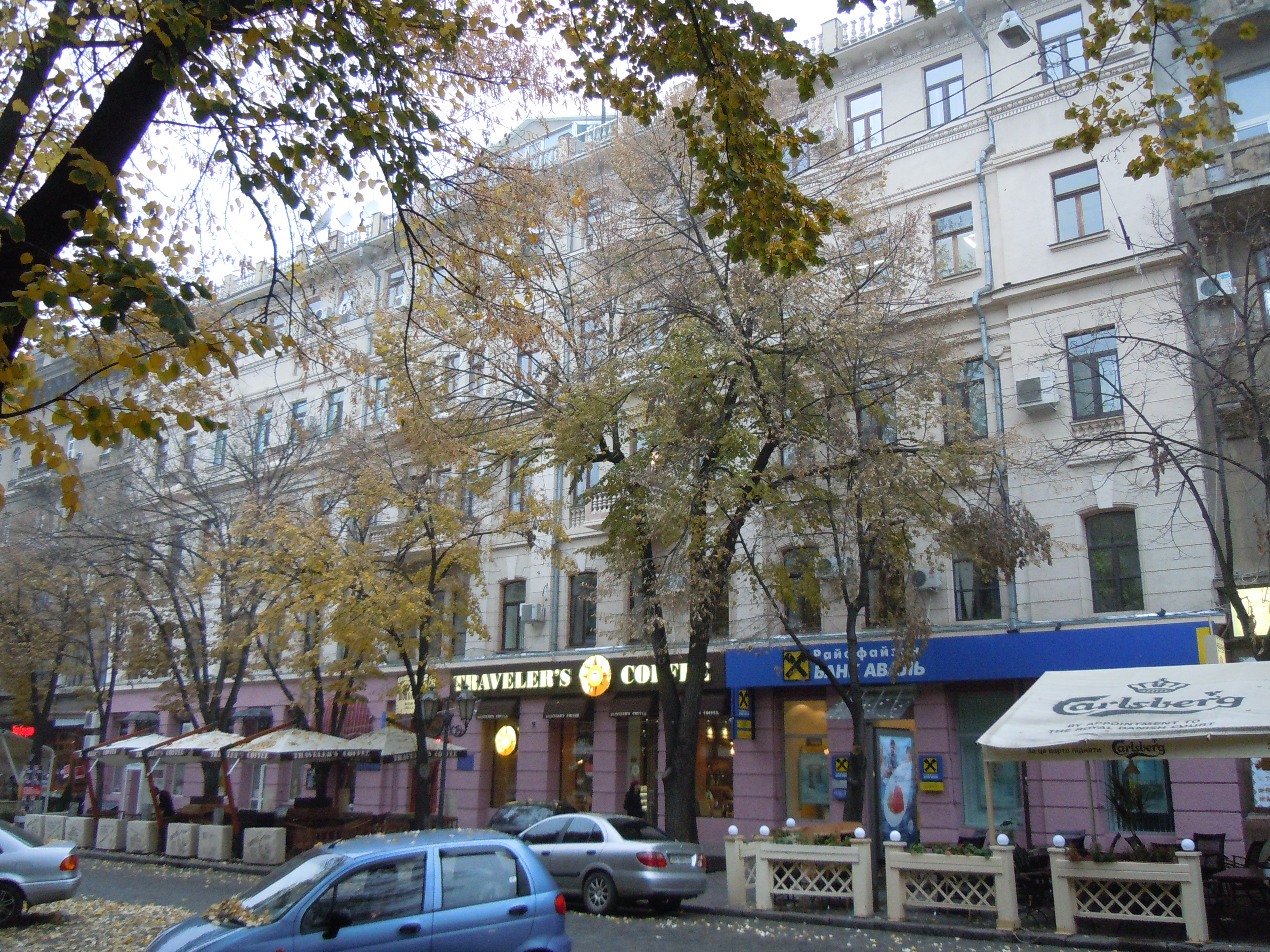
Комерційне училище, 1890 (пізніше перебудовано і надбудовано п'ятим поверхом)
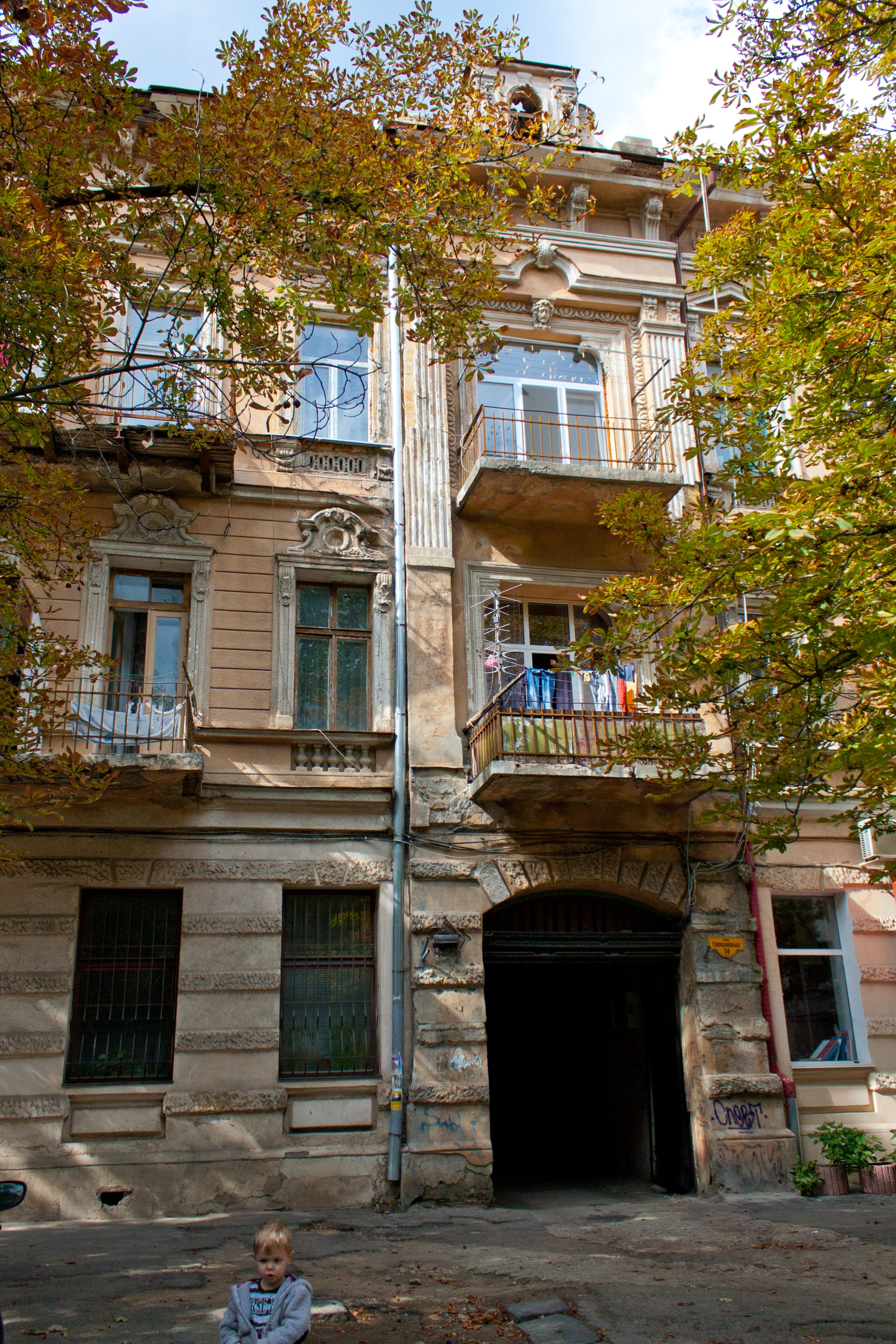
Житловий будинок (Великанової), 1890
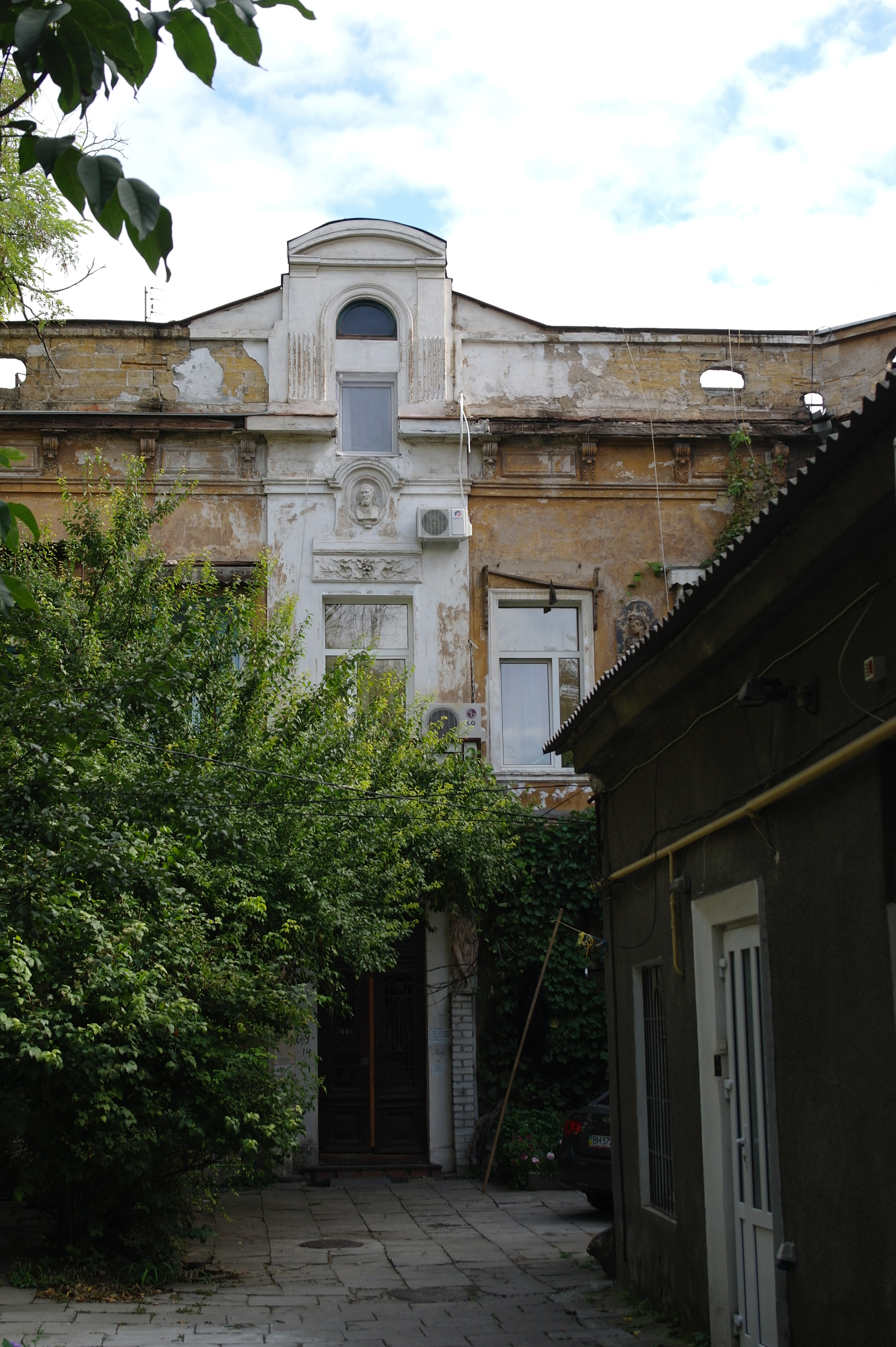
Будинок Д. Є. Мазирова, 1890
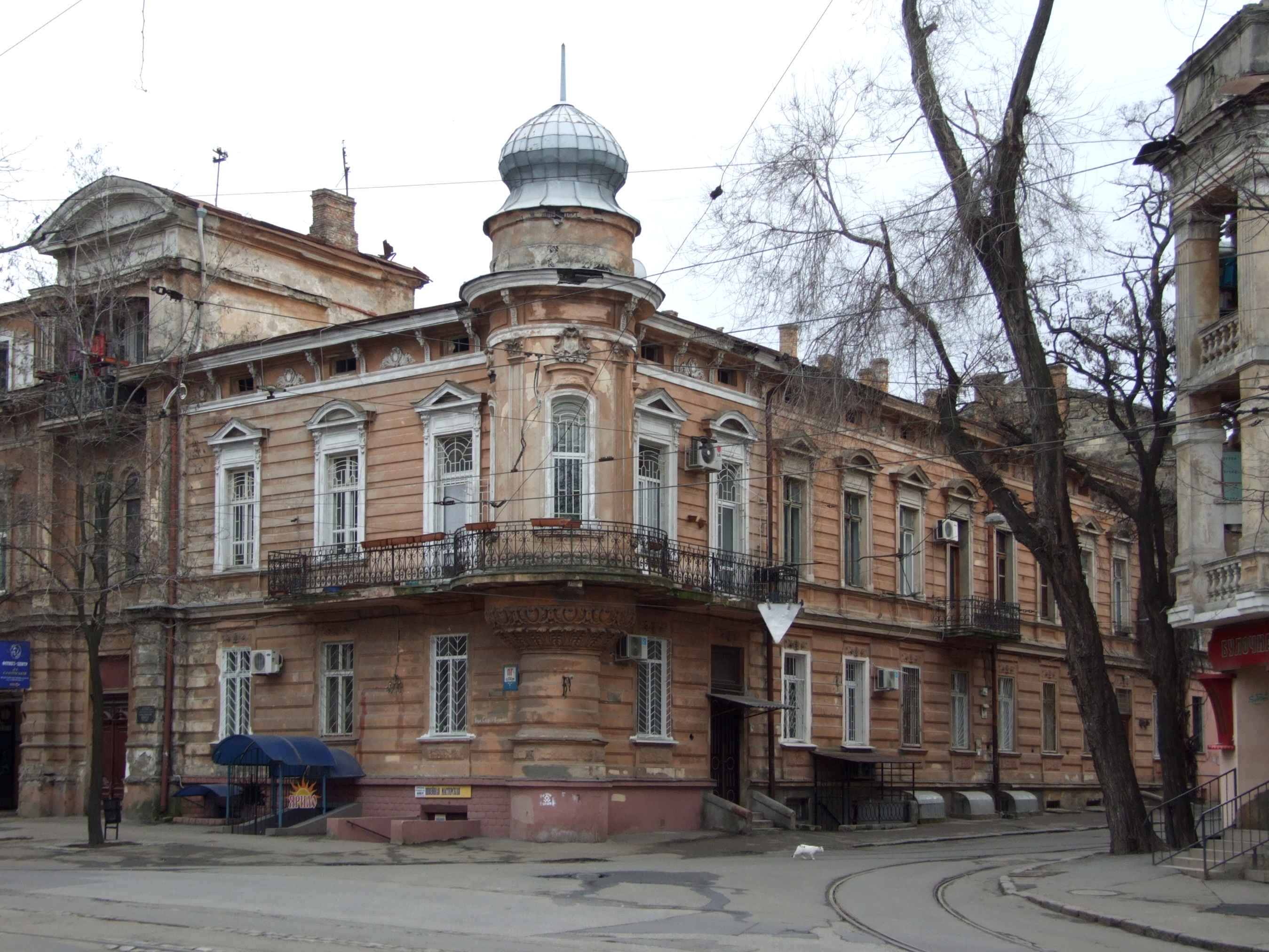
Будинок Караводіна, 1890
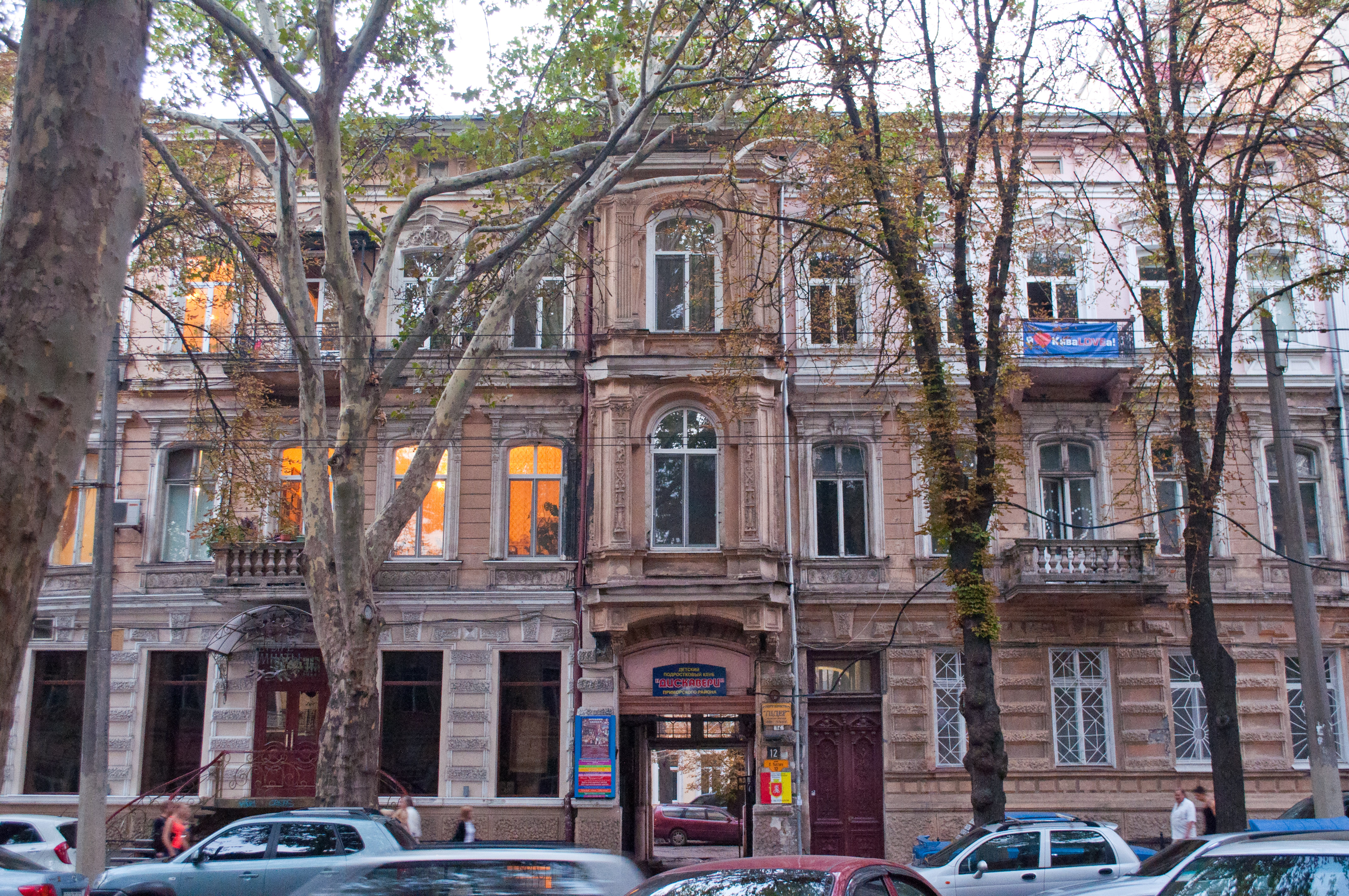
Будинок Ашікова, 1892
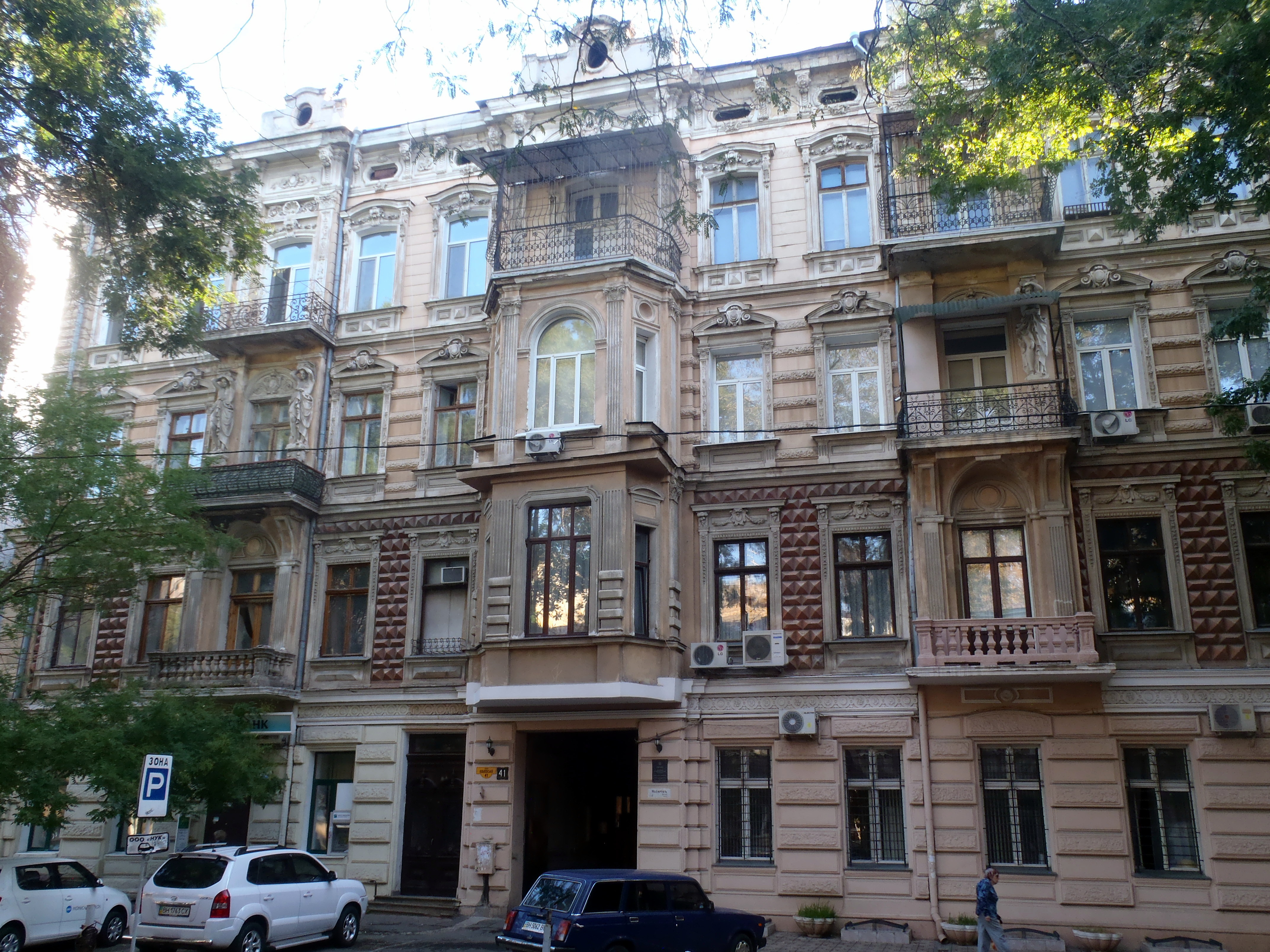
Будинок Єрмошкіна на Коблевській, 1892
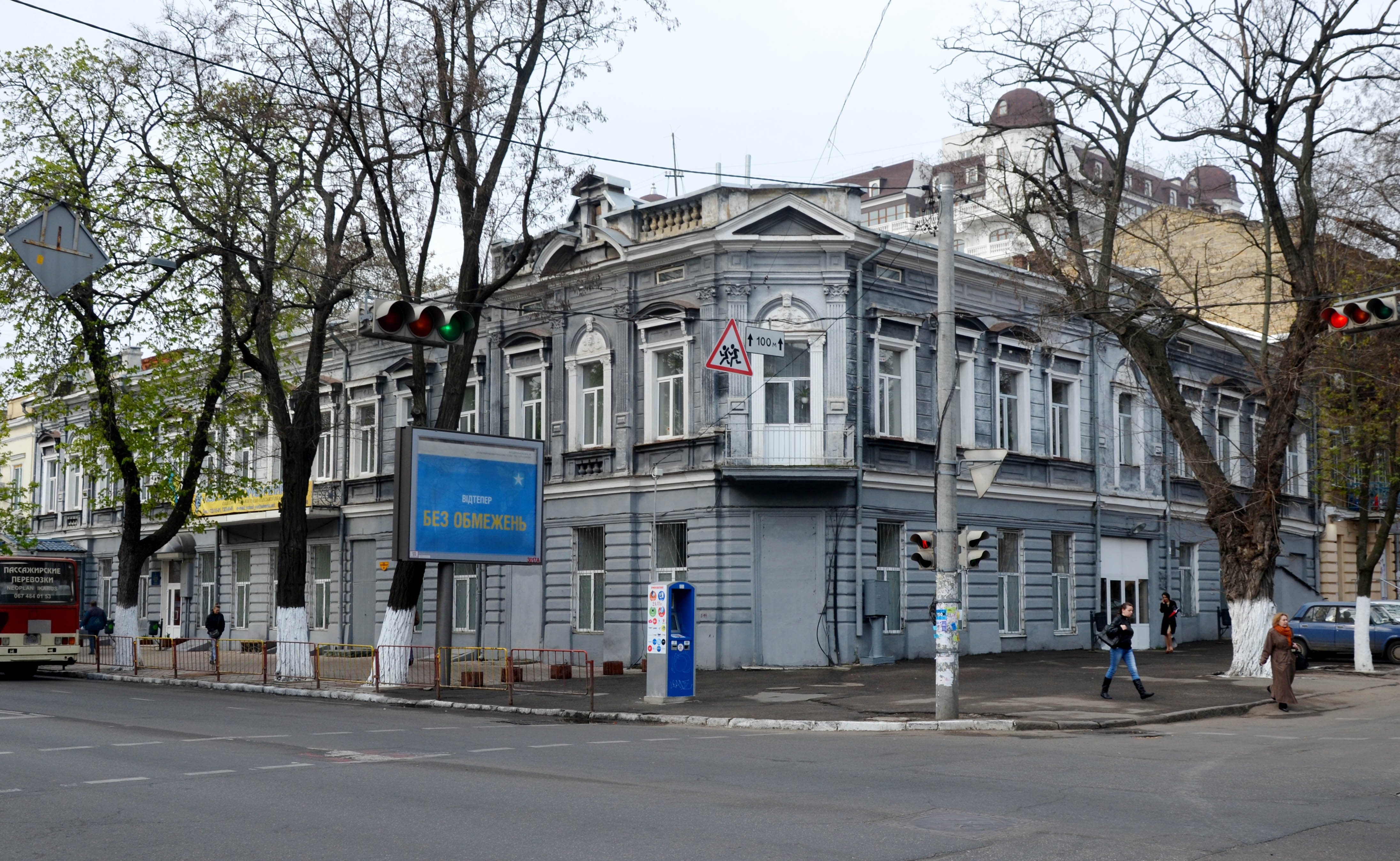
Будинок Вайнгурта, 1892
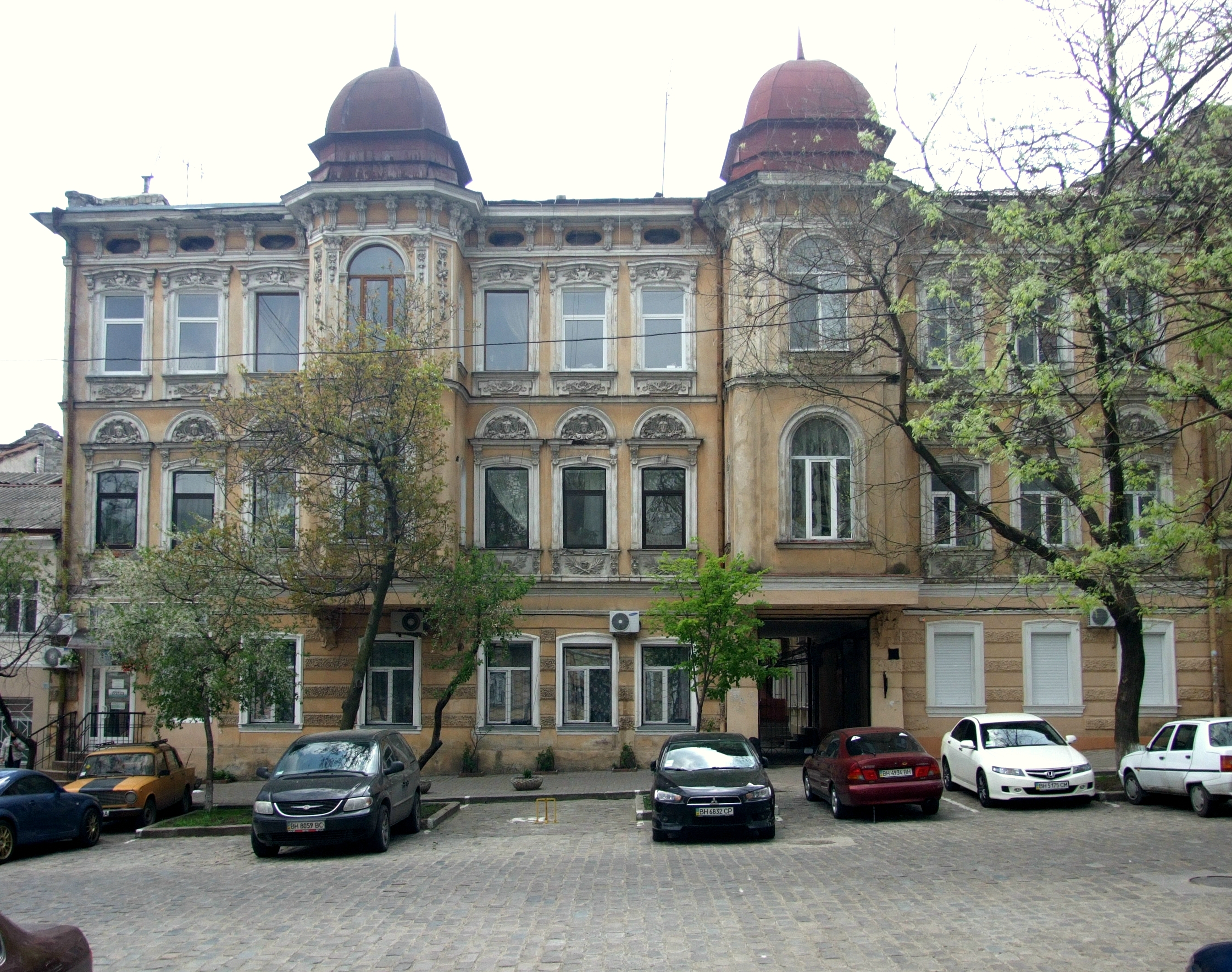
Будинок Мельникова, реконструкція кін. ХІХ ст.
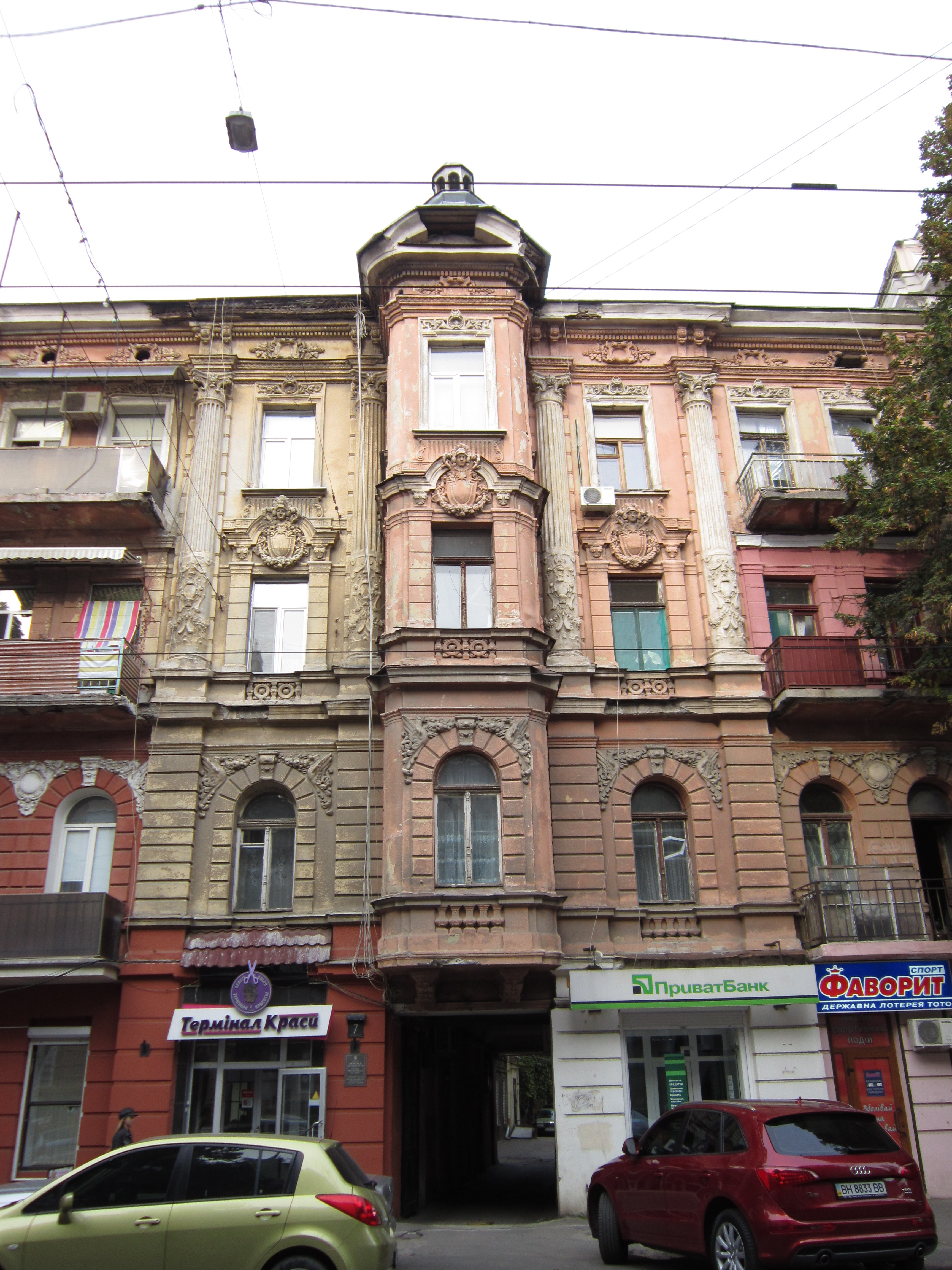
Будинок Масляникова, 1899 - 1900
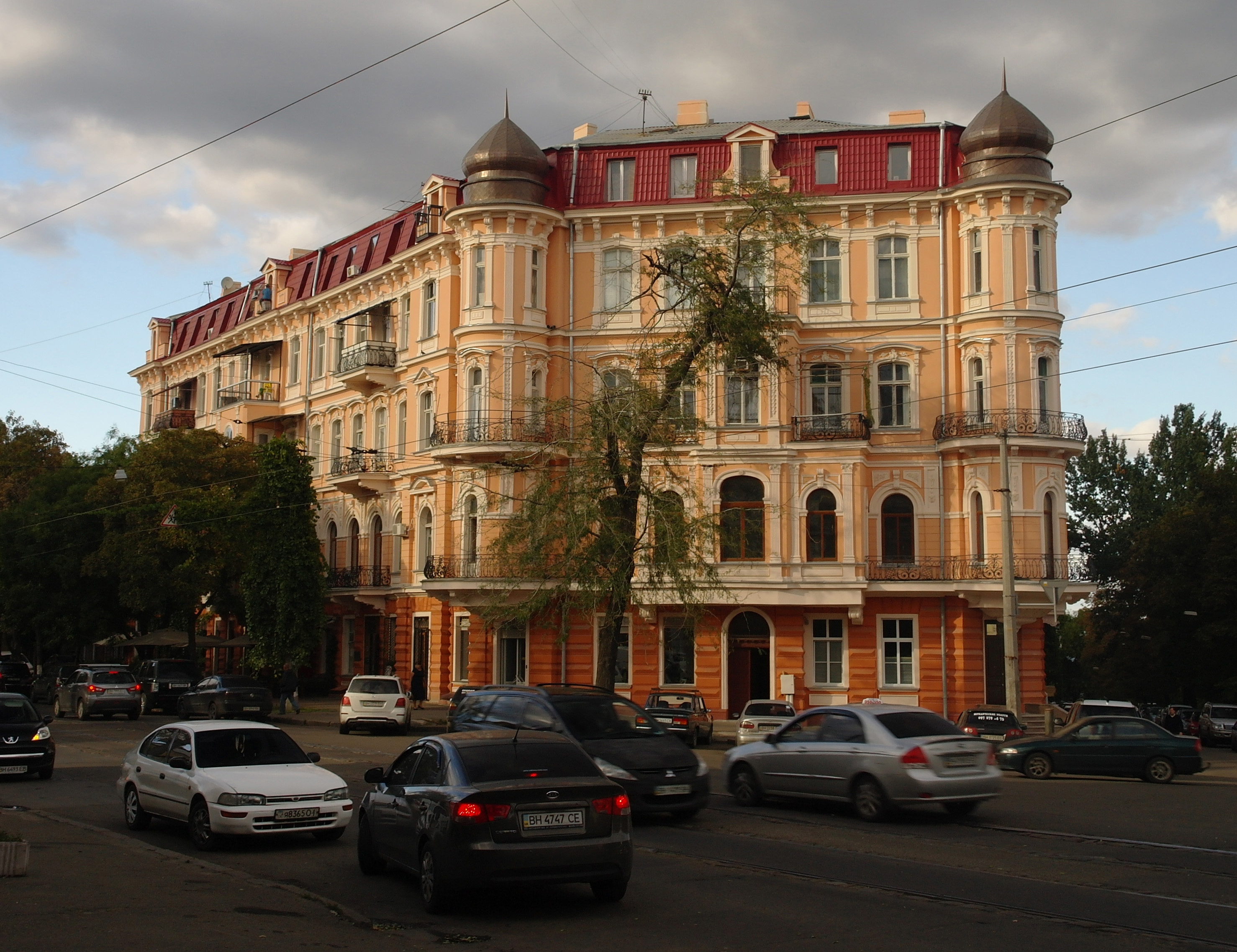
Будинок Іракліді, 1890-і рр.
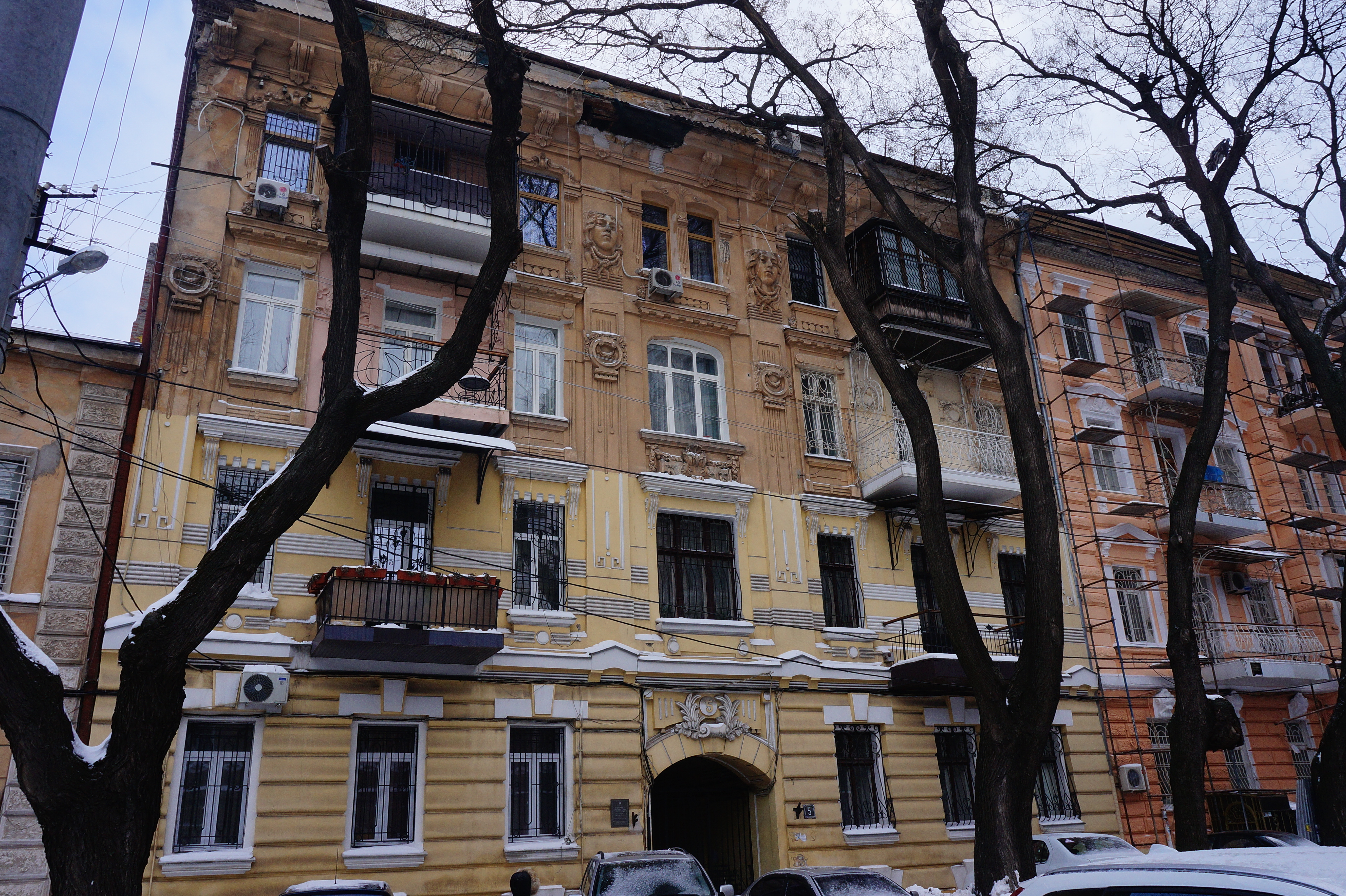
Будинок Беликовича, 1902